# جاسمین کندی
جاسمین کندی (به انگلیسی: Jasmine Kennedie) (زاده ۲۲ مهٔ ۱۹۹۹) مبدل‌پوش آمریکایی است.
او در طول فیلمبرداری مسابقه مبدل‌پوش آشکار کرد که یک زن ترنس است. به گزارش سی‌ان‌ان او از سوی گروه‌های حقوق مدنی به خاطر تصمیم به حضور در یک برنامه محبوب تلویزیونی تحسین شد. جاسمین پیش از مبدل‌پوشی هشت سال فوتبال بازی کرد و سه سال دیگر نیز شناگر بود.